# Argyrodes argentatus
Argyrodes argentatus là một loài nhện trong họ Theridiidae.
Loài này thuộc chi Argyrodes. Argyrodes argentatus được Octavius Pickard-Cambridge miêu tả năm 1880.